# Харачул
Харачул (хак. Хара — чёрный, «чул» — ручей) — село в Таштыпском районе Хакасии. Расстояние до райцентра — села Таштып — 60 км. По селу проходит железная дорога Аскиз — Абаза.
Расстояние до ж.-д. станции Абаза 12 км, до станции Аскиз — 58 км.
Население 153 чел. (на 01.01.2004), в том числе русские и хакасы (30 %). Основное население — пенсионеры.
Образование Xарачула связано со строительством железной дороги Аскиз — Абаза в 1947 — 1949 годах. В 1950 году станция Xарачул стала называться Хараджуль. До 1997 года здесь была станция, а в настоящее время полустанок. В настоящее время в Xарачуле работает начальная школа, фельдшерско-акушерский пункт.

## Население
| 2002 | 2010 |
| ---- | ---- |
| 165  | ↘119 |